# Claudia Wurzel
Claudia Wurzel (Marburg, 1º maggio 1987) è una canottiera italiana, specialista nel due senza e nel quattro senza.
In ambito italiano, Claudia ha conquistato otto titoli nazionali con la Canottieri Lario. Laureata in scienze economiche alla Ohio State University, tra il 2007 e il 2009 ha fatto parte della squadra di canottaggio universitaria.

## Carriera sportiva
Esordisce sulla scena internazionale nel 2004, ai mondiali juniores di Banyoles nella specialità dell'otto, dove si classifica al nono posto con la squadra italiana femminile; nell'edizione dell'anno seguente dei mondiali juniores vince invece l'oro nel quattro senza.
Nel 2008, con la squadra italiana femminile, vince la gara del quattro senza ai mondiali under 23 disputati nel Brandeburgo e l'anno seguente vince l'argento nella stessa competizione, tenutasi a Račice.
Ai campionati europei di canottaggio 2010 partecipa sia per il due senza, classificandosi quarta, che per il quattro senza, vincendo l'argento.
Nel 2011, in coppia con la nuova compagna Sara Bertolasi, partecipa ai mondiali assoluti, classificandosi al 7º posto nel due senza: tale risultato permette alla coppia la qualificazione ai giochi della XXX Olimpiade di Londra, la prima qualificazione italiana della storia in questa specialità. Sempre nel 2011, agli europei di Plovdiv, vince il bronzo nel due senza.
Nella gara del due senza ai giochi olimpici di Londra 2012, dopo aver mancato la qualificazione alla finale A per l'assegnazione dei primi sei posti, la coppia Bertolasi-Wurzel si classifica al decimo posto.

## Palmarès
- Giochi olimpici
  - 2012 - Londra: 10º nel 2 senza
- Campionati del mondo di canottaggio
  - 2011 - Bled: 7º nel 2 senza
- Campionati del mondo di canottaggio under 23
  - 2009 - Račice: argento nel 4 senza
  - 2008 - Brandeburgo: argento nel 4 senza
- Campionati del mondo di canottaggio juniores
  - 2005 - Brandeburgo: oro nel 4 senza
- Campionati europei di canottaggio
  - 2010 - Montemor-o-Velho: argento nel 4 senza
  - 2011 - Plovdiv: bronzo nel 2 senza
  - 2012 - Varese: argento nell'otto